# 擦炮

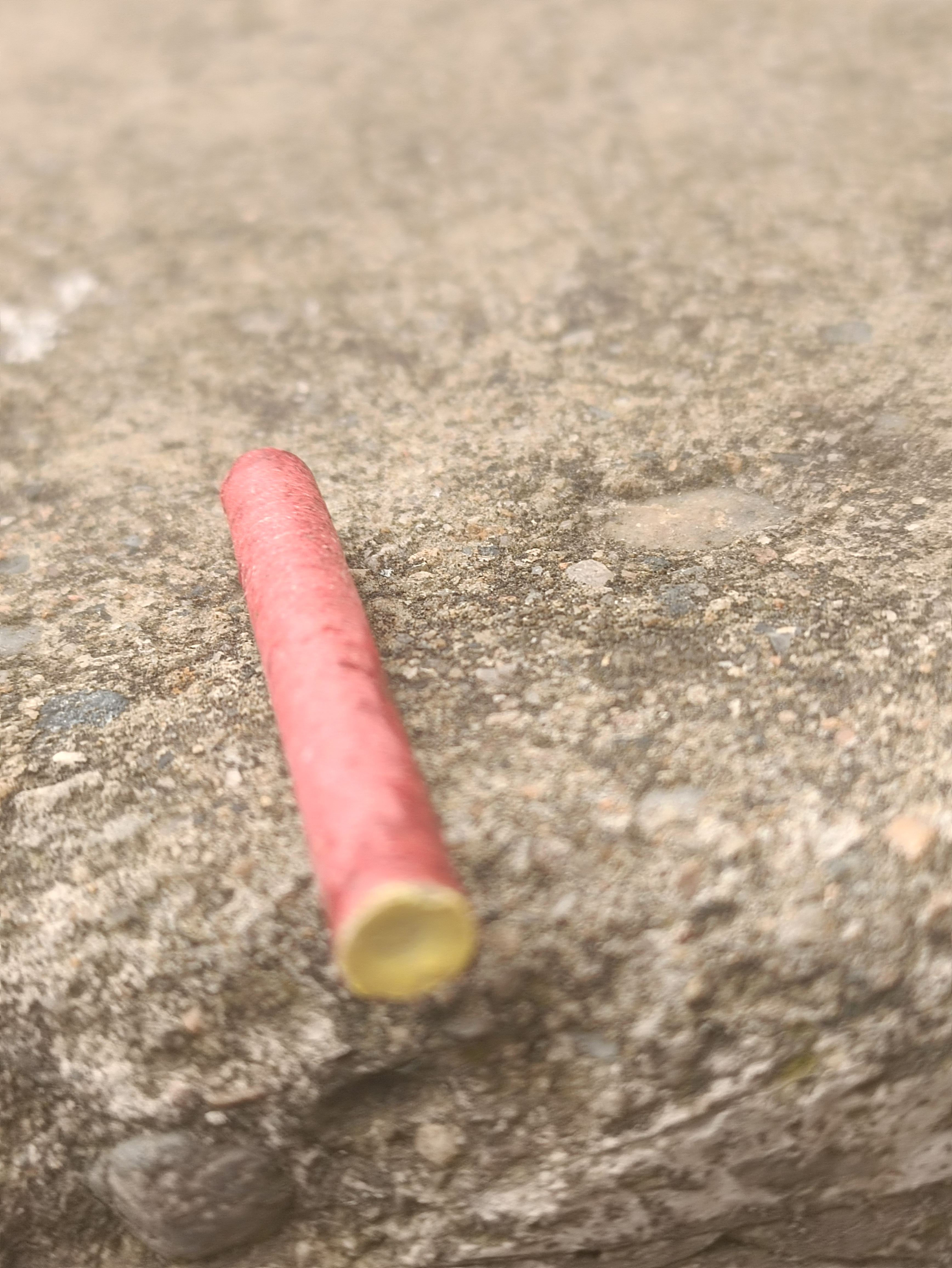
一个单响擦炮

擦炮是属于鞭炮的一种，特点是没有引线，使用方法与火柴相似。以爆炸效果来划分，擦炮可以分为单响擦炮和多响擦炮。一般而言，擦炮头上面会涂着一层含有氯酸钾的药料，可以使擦炮放在擦炮盒上涂磷的位置进行摩擦点燃或使用打火机点燃。在中国大陆，擦炮属于烟花爆竹产品，一些地区出台相关规定明确指出不能销售，也禁止燃放，如果商家忽视相关规定，非法销售擦炮，会被处罚。